# Frontera entre l'Iran i Turquia
La frontera entre l'Iran i Turquia és la frontera de 534 kilòmetres en sentit nord-sud que separa l'extrem nord-oest de l'Iran (Azerbaidjan Occidental) de l'est de Turquia (Capadòcia), em plena regió del Kurdistan. Comença al nord al trifini entre Iran-Turquia-Azerbaijan (Nakhtxivan), ben pròxima al Mont Ararat i segueix cap al sud fins al trifini entre Turquia, Iran i Iraq.
La frontera fou establerta per primer cop mercè el Tractat de Zuhab de 1639 entre els imperis otomà i safàvida. La història de la frontera és marcada pels esdeveniments des del començament del segle xix entre ambdós països. L'Iran fou disputat per britànics i russos abans de ser dividit entre ambdues potències en 1908. En 1921 assolí la independència, alhora que ho feia la nova república turca hereva de l'Imperi Otomà. Per tal d'evitar atacs dels guerrillers del PKK o d'Estat Islàmic a la frontera el govern turc ha encarregat a l'empresa TOKI la construcció d'un mur de 144 kilòmetres, que estarà llest a començaments de 2019.

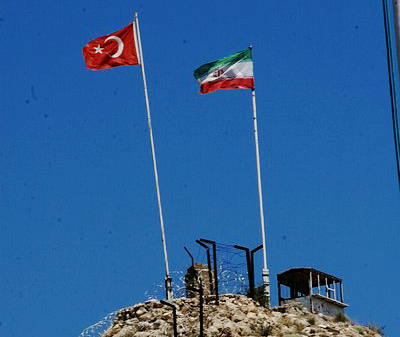
Frontera turco-iraniana